# Gongylolepis benthamiana
Gongylolepis benthamiana là một loài thực vật có hoa trong họ Cúc. Loài này được R.H.Schomb. mô tả khoa học đầu tiên năm 1847.